# Francesco Maria Pandolfi Alberici
Francesco Maria Pandolfi Alberici, italijanski rimskokatoliški duhovnik in kardinal, * 18. marec 1764, † 3. junij 1835.

## Življenjepis
30. septembra 1831 je bil imenovan za kardinala in pectore.
2. julija 1832 je bil povzdignjen v kardinal-duhovnika S. Prisca.